# Cord 812
Cord 812 – samochód sportowy produkowany przez amerykańską firmę Cord w roku 1937. Wyposażony był on w otwarte nadwozie. Samochód był napędzany przez silnik o pojemności 4,7 l. 

## Dane techniczne
- Silnik: V8 4,7 l (4730 cm³)
- Układ zasilania: b.d.
- Średnica × skok tłoka: b.d.
- Stopień sprężania: b.d.
- Moc maksymalna: 175 KM (128 kW)
- Maksymalny moment obrotowy: b.d.
- Prędkość maksymalna: b.d.